# Dyhrn
Dyhrn je nemška plemiška družina s koreninami v nekdanji mejni grofiji Meißen v današnji zvezni deželi Saški. Vse od 13. stoletja do ustanovitve Weimarske republike 1919 je veljala za eno izmed najvplivnejših, najstarejših in najpremožnejših plemiških rodbin v Prusiji.

## Izvor
Kot prastara germanska fevdalna rodbina je bila družina Dyhrn najbrž že začasa migracijske dobe (preseljevanja ljudstev) od 4. do 8. stoletja, na vodilnem položaju. Člani družine Dyhrn so v dobi stare vojvodine Saške (772-804) opravljali visoke uradniške službe in delovali tudi kot spremljevalci regentov.

V Frankovskem cesarstvu, katerega del je v 9. stoletju postala tudi Saška, je družina iz položaja spremljevalcev oziroma grofov (lat. comes) degradirala na položaj grofovskih vazalov, od 13. do 17. stoletja pa se omenja s plemiškim nazivom vitezov. Njeno ime je od takrat naprej moč zaslediti tudi na mnogih srednjeveških viteških turnirjih. 

## Dviganje po lestvici plemiške hierarhije
Prvi povzdig stanu v novem veku so Dyhrni doživeli leta 1652, ko je bil v barona povišan Christoph von Dyhrn (1576-1655), nemški veleposestnik in cesarski diplomat. V ta stan ga je povzdignil cesar Ferdinand III. Habsburški, a baron Christoph ni imel lastnih moških potomcev. Z adoptacijo je naslov leta 1653 pripadel njegovemu slovečemu nečaku Georgu Abrahamu von Dyhrnu (1620-1671), ki je bil kancler province Šlezije in med drugim lastnik mesta Dyhernfurth na Odri. Ker je tudi ta preminil brez lastnega potomstva, se je zgodba s posvojitvijo ponovila. Baron je leta 1670 postal njegov nečak Georg Gotthard von Dyhrn (1640-1724), deželni politik in upravitelj okrožja Freystadt, preko katerega se je baronska linija naposled razvila in obstala še naslednjih tristo let.
Še konec 17. stoletja je cesar Leopold I. Habsburški družino Dyhrn ponovno počastil z novo plemiško diplomo. Leta 1693 je bil v baronski stan povišan šlezijski sodnik in deželni glavar Friedrich von Dyhrn (1625-1694), ki je izviral iz druge linije družine Dyhrn, imenovane Schönau.  Njegovi potomci so že štiri leta pozneje dosegli grofovski stan, grofovstvo pa so nato različne veje te linije dobile še v letih 1739, 1775 in 1786. Linija Schönau je bila po letu 1786 v celoti grofovska. 

## Vloga rodbine v zgodovini
Družina Dyhrn se je kot večina pomembnih plemiških družin izkazala na mnogih področjih. Dyhrne najdemo med nemškimi generali, politiki, umetniki, diplomati, cerkvenimi dostojanstveniki, akademiki, pravniki, zgodovinarji in podjetniki.
Zelo pomembno vlogo je družina Dyhrn imela v šlezijski industriji, ki je svoj veliki razcvet doživljala konec 18. in na začetku 19. stoletja. Ustanovili so številne steklarne, tovarne in rafinerije sladkorja, hranilnice v kraljevini Prusiji ter bili lastniki rudnikov premoga in koksa, s pomočjo katerih so postali del gonilne sile znamenite bogate rudne industrije v provinci Šleziji. 

## Najpomembnejše posesti v Nemčiji
- palača Dyhrn-Czettritz v Hermsdorfu pri Waldenburgu
- dvorec Dyhernfurth
- dvorec Reesewitz
- grad Eisenberg
- grad Neuhaus pri Waldenburgu
- dvorec Lublinitz
- dvorec Koschentin, ki ga je od družine Dyhrn leta 1800 odkupila pruska kraljeva rodbina Hohenzollern
- dvorec Ulbersdorf itn.

## Najpomembnejši člani družine
- Grof Conrad Adolf von Dyhrn (1809-1869), nemški liberalni politik in pisatelj
- Baron Heinrich von Dyhrn (1806-1858), nemški generalni direktor vrhovnega sodišča v okrožju Glogau (provinca Šlezija)
- Baron Georg von Dyhrn (1848-1878), nemški pravnik, pesnik in pisatelj
- Grof Ernst Conrad von Dyhrn (1769-1842), pruski kancler province Šlezije in soustanovitelj šlezijskega parlamenta Landtaga
- Rudolph von Bartsch-Dyhrn (1905-1961), avstrijski državni tožilec, pisatelj in zgodovinar
- Grofica Alexandra Maria von Dyhrn (1873-1945), nemška pisateljica, rodoslovka, prva doktorica zgodovine v Šleziji
- Grof Wilhelm Carl von Dyhrn (1749-1813), pruski minister, diplomat in podjetnik
- Baron George Carl von Dyhrn (1710-1759), saški general in vojni minister
- Grofica Emilie von Dyhrn (1811-1875), žena nemškega pisatelja Gustava Freytaga
- Grofica Antoinette Louise von Dyhrn (1745-1820), pruska podjetnica
- Grofica Sophie Karoline von Dyhrn (1722-1793), pruska veleposestnica, mecenka in podjetnica
- Baron Johann Georg II. von Dyhrn (1651-1729), nemški politik, deželni glavar Šlezije
- Grof Sylvius Friedrich von Dyhrn (1693-1755), habsburški politik in visok uradnik na vrhovnem cesarskem sodišču na Dunaju